# المضخة الذكية
المضخة الذكية هي المضخة القادرة على التحكم وتنظيم السريان أو الضغط. لها مميزات عدة مثل توفير الطاقة والقابلية للتطوير مُستقبلاً بالإضافة إلى تقليل تكلفة النظام. 

## وصلات خارجية
- Lifetime improvements with intelligent pumps
- Market overview intelligent pumps
- Intelligent pump system control market
- Intelligent Micro pump for biomedical application and medical injection
- Pump control system
- Chemical pump
- Intelligent micro pump
- Residential water pump